# Almanaque (álbum)
Almanaque é um álbum de estúdio do músico e compositor brasileiro Chico Buarque, lançado em 1981. Segundo o jornal O Fluminense, o álbum vendeu 400 mil cópias no Brasil.
A canção "As Vitrines" ficou na 95ª posição das 100 canções mais tocadas no ano de 1982. A faixa "A Voz do Dono e o Dono da Voz" foi inspirada por uma disputa judicial envolvendo sua então atual gravadora (Ariola) e a anterior (PolyGram), um conflito no qual Chico, o objeto do imbróglio, se via sem voz e sem autoridade.
"Angélica" é uma homenagem à estilista Zuzu Angel. Uma semana antes de morrer num acidente de trânsito em 1978, ela deixou um bilhete na casa de Chico dizendo que, caso aparecesse morta, que se divulgasse que isso seria obra dos militares, que sete anos antes assassinaram seu filho Stuart Angel Jones e sumiram com seu corpo; o verso "Só queria embalar seu filho / Que mora na escuridão do mar" aventa a possibilidade do cadáver ter sido atirado ao oceano.

## Lista de faixas
Todas as letras escritas por Chico Buarque, exceto as indicadas. 
| Lado A         |                                 |         |  |
| N.º            | Título                          | Duração |  |
| 1.             | "As Vitrines"                   | 2:48    |  |
| 2.             | "Ela É Dançarina"               | 3:30    |  |
| 3.             | "O Meu Guri"                    | 3:58    |  |
| 4.             | "A Voz do Dono e o Dono da Voz" | 3:27    |  |
| Duração total: | Duração total:                  | 13:10   |  |

| Lado B         |                 |                          |         |  |
| N.º            | Título          | Compositor(es)           | Duração |  |
| 1.             | "Almanaque"     | C. Buarque               | 3:29    |  |
| 2.             | "Tanto Amar"    | C. Buarque               | 3:05    |  |
| 3.             | "Angélica"      | C. Buarque, Miltinho     | 3:08    |  |
| 4.             | "Moto-Contínuo" | C. Buarque, Edu Lobo     | 3:42    |  |
| 5.             | "Amor Barato"   | C. Buarque, Francis Hime | 3:20    |  |
| Duração total: | Duração total:  | Duração total:           | 16:30   |  |

## Ficha técnica
De acordo com a contracapa do álbum:
Produção musical
- Marco Mazzola ("Mazola") – produção, técnico de mixagem
- Homero Ferreira – coordenação de produção
- Eva Straus – assistência artística
- Paschoal Perrota – arregimentação
- Luís Paulo Martins e Célio Martins – técnicos de gravação
- João Ricardo, Luis Guilherme, Serginho e Zé Carlos – auxiliares de gravação
- Antonio Cesar – assistente de estúdio
- Júlio Martins – auxiliar de mixagem
- Teddo Gouvea – montagem
- Américo (Tapecar) – corte

Músicos adicionais
- Francis Hime – piano; arranjos (nas faixas 1–6 e 9)
- Magro – arranjos (em "A Voz do Dono e o Dono da Voz")
- Edu Lobo – arranjos (em "Moto-Contínuo")
- Dori Caymmi – arranjos (em "Angélica")
- Toquinho – violão (em "Ela É Dançarina", "Almanaque" e "Amor Barato")
- Miúcha, "Piii", Cristina Buarque, Carlinhos Vergueiro, Bee de Campos, Sílvia Buarque – coro (em "Amor Barato")

Produção gráfica
- Elifas Andreato – pesquisa, edição e artes; jogos, charadas e brincadeiras
- "Piii" – fotografias
- Chico Buarque – jogos, charadas e brincadeiras
- Alexandre Huzak – assistente de arte
- J.C. Mello – coordenação gráfica
- Miecio Caffé – colaboração
- Romulo Fialdini e Paulo Vasconcellos – "laboratório"